# Umstrukturierung (Denkpsychologie)
Umstrukturierung ist ein Lösungsprozess, bei dem sich „die psychologische Gesamtstruktur der Problemsituation verändert“.

## Struktur eines Problems
Mit psychologischer Gesamtstruktur meint Karl Duncker die innere Repräsentation  der Problemsituation, d. h. die Art und Weise, wie man sich die Problemsituation vorstellt. Bei einer sprachlichen Problemstellung ist dies davon abhängig, was für ein inneres Bild der Problemsituation aus dem gehörten oder gelesenen Text erzeugt wird. Bei einer visuellen Problemstellung (d. h. mit Bild oder Skizze) ist dies auch noch von der visuellen Wahrnehmung abhängig.

## Problemlösung durch Umstrukturierung
Eine Problemlösung durch Umstrukturierung setzt nach Karl Duncker voraus, dass eine Konfliktanalyse und eine Situationsanalyse gemacht werden. Ein Denkproblem besteht z. B. dann, wenn ein spontaner Lösungsversuch als falsch erkannt wird. Eine Konfliktanalyse soll die Frage beantworten, warum der Lösungsversuch misslang. Die Situationsanalyse befasst sich mit den Elementen einer Situation und deren gegenseitigen Beziehungen. Als Folge dieser Analysen findet man die Lösung nicht durch Versuch und Irrtum, sondern durch Einsicht.
Die richtige Lösung wird meist plötzlich gefunden (Aha-Erlebnis).

## Beispiel

### Durch Text und Skizze definiertes Problem
Anweisung: Ein Mann gelangt an einen Fluss und sieht nur ein einziges Boot, in dem zwei Kinder spielen. Die Kinder würden ihm gerne
helfen hinüber zu kommen, aber wenn ein Erwachsener ins Boot steigt, hat kein Kind mehr Platz.
Frage: Wie kann der Mann trotzdem hinüberfahren, so dass niemand ins Wasser muss und die Kinder am Schluss ihr Boot wieder haben?
Text mit Skizze Nr. 1: Die Umstrukturierung ist schwieriger, weil in der Skizze die beiden Kinder schon im Boot sind und eines davon aussteigen muss, bevor das Boot abfährt.
Text mit Skizze Nr. 8: Die Umstrukturierung ist leichter, weil das Boot sofort abfahren kann.